# توني ماري
توني ماري هو رائد أعمال بلجيكي، ولد في 1950 في Dilbeek ‏ في بلجيكا.